# DSQS-21
DSQS-21シリーズは、ドイツのクルップ・アトラス（のちにSTN アトラス、現在のラインメタル）社が開発した中周波ソナーのシリーズ。水上艦向けのDSQS（ASO）シリーズと、潜水艦向けのDBQS（CSU）シリーズがある。

## スタンダード・ソナー80
1980年代初期、クルップ・アトラス社は、ドイツ海軍向けのスタンダード・ソナー80の開発に着手した。これによって開発されたのが、水上艦向けのASO-80 / DSQS-21と、潜水艦向けのCSU-83 / DBQS-21である。
CSU-83は、アレイそのものは既存のCSU-3ソナーのものを踏襲しており、0.3〜12kHzで動作するシリンダー型のパッシブ・アレイと、中周波数で動作するアクティブ・ソナー送信機、2〜8kHzで動作するパッシブ測距アレイ、そしてシリンダー型パッシブ・アレイ（10kHzまでの中周波数で動作）および専用アレイ（10〜100kHzの高周波数で動作）と連接される脅威受信機によって構成されていた。その後、改良型としては、水上艦向けには電子的に安定化されたASO-85 / DSQS-21 BZが、潜水艦向けには統合化を進めたPSU-83 / DBQS-21Fも開発された。
搭載艦艇
水上艦
- MEKO 360型フリゲート
  -  ナイジェリア海軍 - 「アラドゥ」
  -  アルゼンチン海軍 - アルミランテ・ブラウン級駆逐艦

-  ドイツ海軍
  - リュッチェンス級駆逐艦
  - ブレーメン級フリゲート

-  マレーシア海軍 - カスツーリ級フリゲート
-  大韓民国海軍
  - 広開土大王級駆逐艦
  - 李舜臣級駆逐艦

潜水艦
- 206型潜水艦
- 209型潜水艦（一部）
  -  ギリシャ海軍 - グラフコス級潜水艦
  -  トルコ海軍 - プレヴェゼ級潜水艦
  -  インド海軍 - シシュマール級潜水艦
  -  ブラジル海軍 - トゥピ級潜水艦
  -  大韓民国海軍 - 張保皐級潜水艦

-  ノルウェー海軍
  - ウーラ級潜水艦
  - コッベン級潜水艦

-  スウェーデン海軍
  - ヴェステルイェトランド級潜水艦
  - セーデルマンランド級潜水艦

## スタンダード・ソナー90
スタンダード・ソナー80シリーズに続いて、より統合化を進めて開発されたのが、スタンダード・ソナー90シリーズである。本シリーズにおいては、単に目標の追尾軌跡を出力するだけでなく、目標運動解析（TMA）が行なわれる。システムはモジュール化されており、通常は一つのモジュールが一つの役割を主に行なう。システムは、MC68030マイクロプロセッサによる32ビットのEPR-2300プロセッサおよびTMS、ADSP-2100 DSPによって構成される。典型的なシグナルプロセッサボードは、30MIPSの性能を備えたプロセッサを1基搭載しており、それぞれ240キロバイトのRAMを備えたADSP-2100と連接された3基のDSPマクロセルを使用する。
本シリーズにおいては、水上艦向けのASO-90 / DSQS-21 Mod, DSQS-23, DSQS-24と、潜水艦向けのCSU-90 / DBQS-40が発表されている。CSU-90では、CSU-83と同様の艦首ソナーに加えて、全長20〜48メートルのFAS-1フランク・アレイ・ソナー（動作周波数 10Hz〜2.5kHz）が導入されている。
搭載艦艇
水上艦
-  ドイツ海軍
  - ブランデンブルク級フリゲート（DSQS-23BZ）
  - ザクセン級フリゲート（DSQS-24B）

-  デンマーク海軍
  - アブサロン級多目的支援艦（ASO-94）
  - イーヴァル・ヒュイトフェルト級フリゲート（ASO-94）

-  オランダ海軍
  - デ・ゼーヴェン・プロヴィンシェン級フリゲート（DSQS-24B）

-  大韓民国海軍
  - 世宗大王級駆逐艦（DSQS-21BZ-M）

-  タイ海軍
  - プーミポン・アドゥンヤデート級フリゲート（DSQS-24）

-  バングラデシュ海軍
  - フリゲート「バンガバンドゥ」

潜水艦
-  ドイツ海軍,  イタリア海軍
  - 212A型潜水艦

-  スウェーデン海軍
  - ゴトランド級潜水艦

-  イスラエル海軍
  - ドルフィン級潜水艦